# Catedral de Sant Nasari de Besiers
La catedral de Sant Nasari Besiers és el monument gòtic més gran de la ciutat de Besiers. La catedral va ser construïda a la part occidental de l'antiga ciutat medieval en un pujol amb vista a les planes del riu Orb.

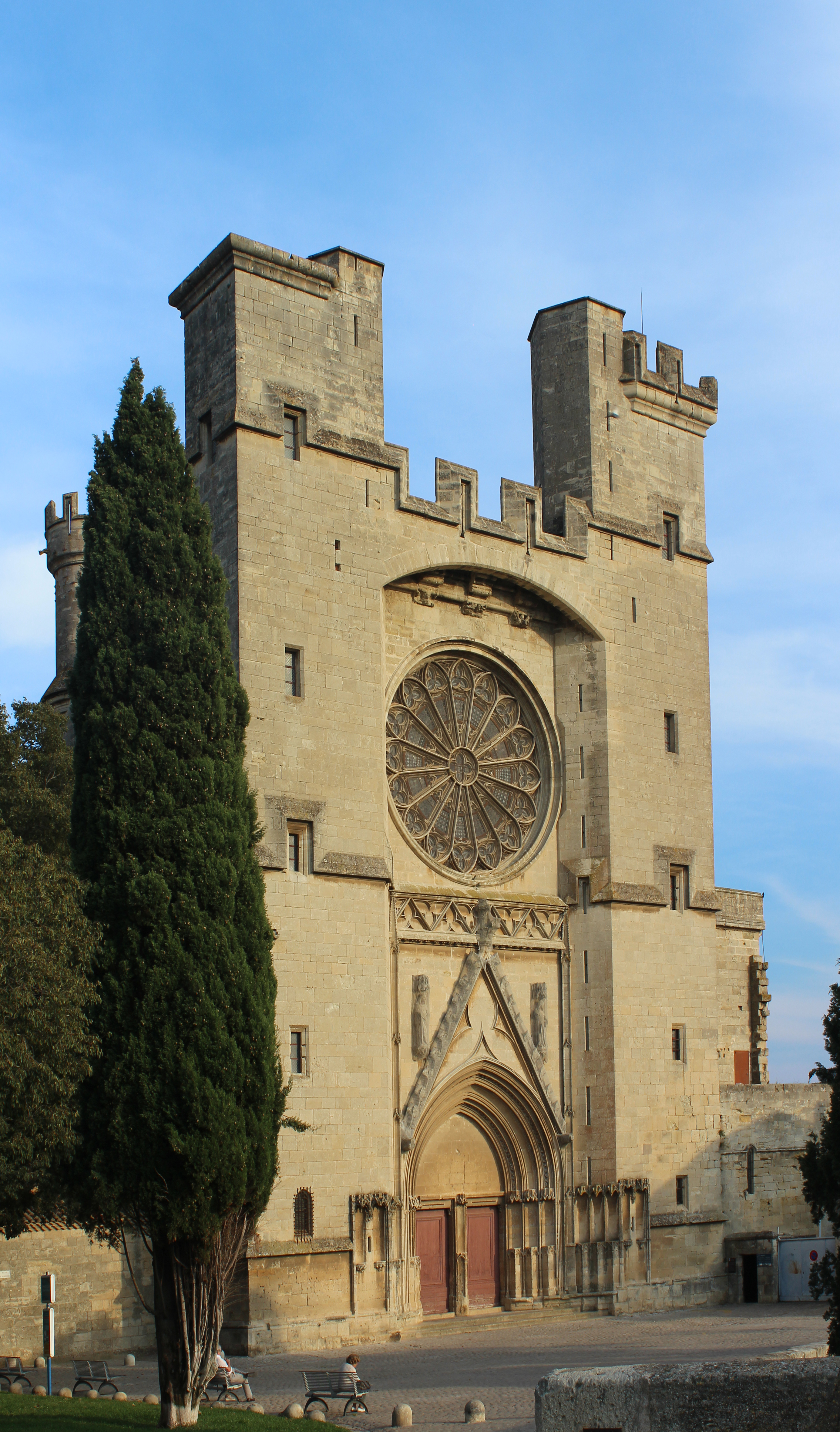
Façana principal

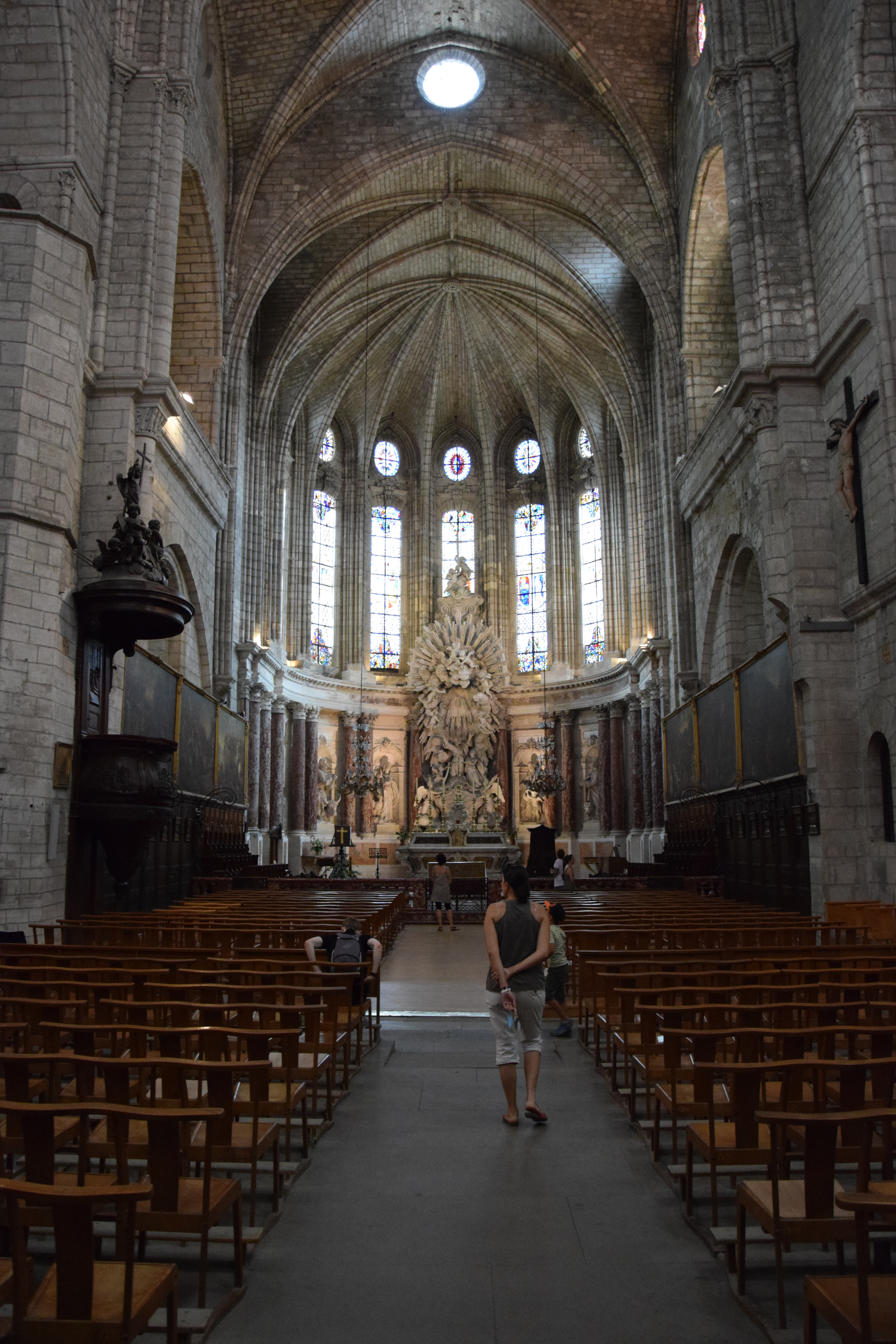
Façana principal

És un dels «símbols» de la ciutat, visible des de lluny per l'altura del seu enclavament, especialment des de la carretera de Narbona. A la nit, la il·luminació encara la ressalta més. La catedral està classificada com a monument històric des de 1840.

## Història de la construcció
- Construïda en l'emplaçament d'un antic temple romà dedicat a August i la seva esposa, Livia.
- Un escrit esmenta l'existència d'un edifici del segle viii.
- Una església romànica existia en el lloc de l'actual catedral. Durant el saqueig de Besiers, el 22 de juliol de 1209, un incendi va causar la destrucció de l'edifici.
- La reconstrucció de la catedral es va iniciar a mitjan segle xiii, construït en part sobre un antic cementiri.
- La catedral està dedicada als sants Nazari i Cels.

## Exterior
Des de l'exterior, la catedral té l'aspecte d'una fortalesa, amb elements arquitectònics propis d'un castell. L'edifici està dominat per una torre massissa quadrada 48 metres d'altura coronada per una torre campanar, amb una campana de ferro de finals del segle xviii. La part superior (segle xv) està decorada amb columnes, cada base representa un rostre humà. Gran quantitat de gàrgoles, algunes en males condicions, adornen les parets de la catedral. Les reixes de ferro forjat daten del segle xiv i estan treballades per protegir les finestres del cor.
La sagristia construïda sota el mandat del bisbe Guillem de Montjoie, confina amb l'absis. Té un reixat de ferro forjat del segle xiii.
La façana oest de l'edifici està situada amb vistes al riu Orb. Aquesta façana, imponent, dona més la impressió d'una fortalesa que d'un edifici religiós. Està rematada per dues torres, una és circular, sent una veritable torre de guaita amb merlets.
La façana està adornada amb un enorme i extraordinària rosassa de deu metres de diàmetre. A continuació es mostra la porta d'entrada (ja no s'utilitza avui dia) remarcada per merlets. Les escultures de la façana van ser gairebé totes destruïdes. Només hi ha dues estàtues situades a banda i banda del portal, en representació de la sinagoga i l'església de Crist.
En el costat nord del transsepte, està la porta d'entrada (creada al segle xvii), coronada per una llinda de fusta que evoca el martiri de Sant Nazari i Sant Cels.

## Interior

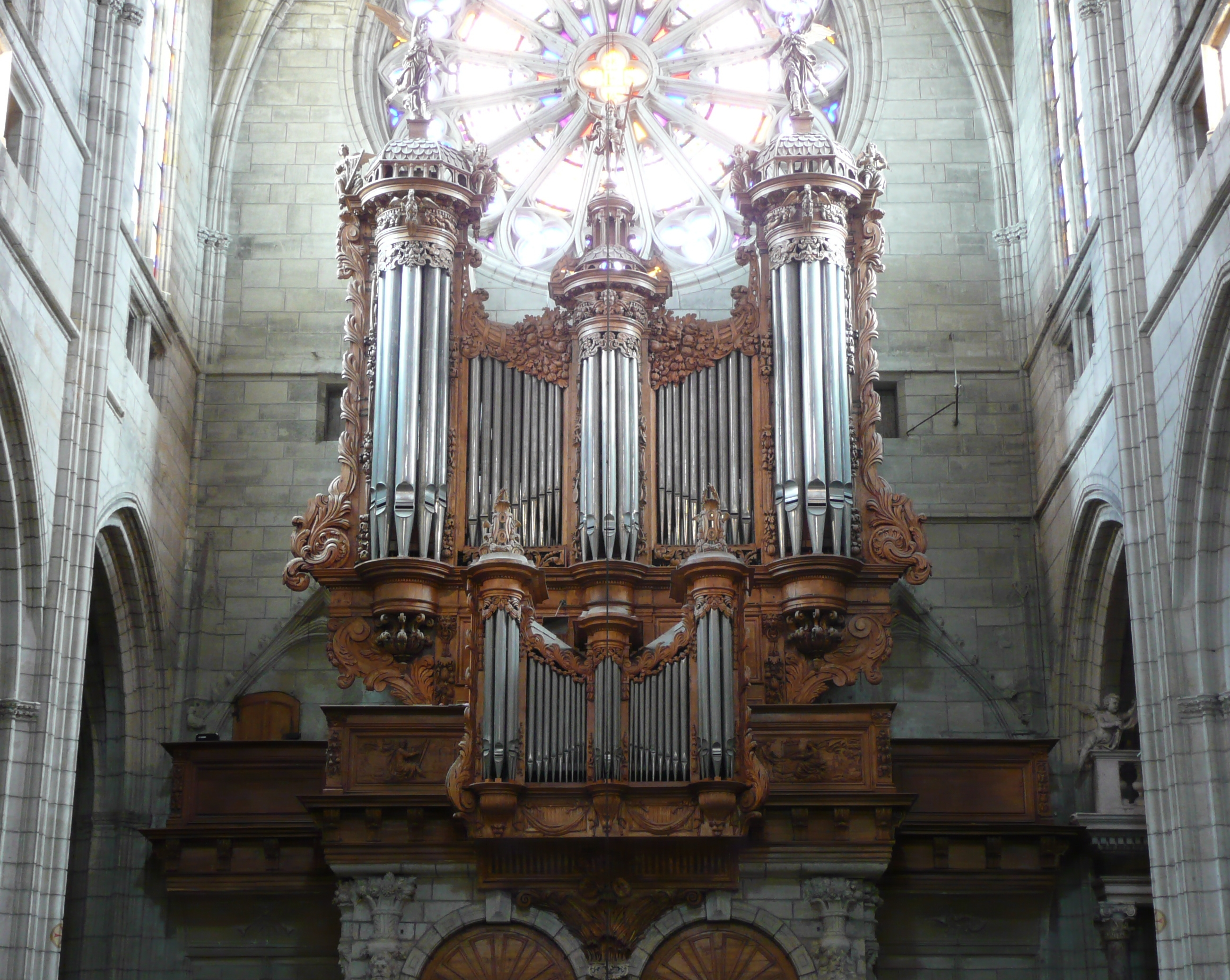
Orgue

L'interior de la catedral té una planta de creu grega.
Mesura:
- 50 metres de llarg,
- Nau 14 metres d'ample.
- Ample de la nau: 33 metres.
- Altura màxima de la volta de la nau: 32 metres.

S'aprecien vestigis del romànic. Les columnes la majoria són de l'època gòtica i els arcs que sostenen les voltes són del segle xiv.
Les tribunes situades a la nau, prop del cor, presenten frisos amb tríglifs i mètopes. Aquests frisos són imitacions d'estil romà realitzats en l'època romànica (segle xii).
El cor conté els vells vitralls de l'època gòtica. Tres d'ells estan signats per Thierry i representen escenes de la vida de Moisès i altres tres són obres del pintor de Montpeller, Raoux, i mostren escenes de la vida de Constantí i la seva mare, Santa Helena.
Els seus murs estan parcialment coberts de frescs antics, restaurats l'any 1917. Aquestes pintures tenen un cert interès artístic, tot i que foren severament danyades durant les guerres de religió, llavors es van cobrir amb una pàtina de calç que es va desenganxar a partir de llavors. Aquests frescs daten dels segles xiv i xv. S'aprecien en altres parets de moltes capelles (la capella de l'Esperit Sant i la Capella dels Morts, en particular).
La catedral té un gran orgue instal·lat en una plataforma a l'extrem de la nau, que data la caixa del Segle XVII. La part instrumental és dels segles xvii i xviii (Jean de Joyeuse i Isnard) i una altra part del segle xix (revisió de Puget, que també va fer l'harmonització, és a dir, el to general de l'instrument). Aquest instrument va ser restaurat de nou a l'any 1993.

## Claustre
El claustre està adjacent a la part sud de la catedral. Les escultures de les voltes daten del segle xiv. Alberga una col·lecció d'escultures de diferents èpoques de la història de la ciutat.
Sota el claustre es troba el «jardí del Bisbe» que ofereix un refugi per als visitants. Des d'aquest jardí s'aprecia un panorama molt agradable, que abasta les planes del riu Orb, els ponts (el Pont Vell, del segle xiii i el pont Nou) i les rescloses de Fonsérannes. En la distància veiem l'oppidum Ensérune i els Pirineus, dominats pel Canigó.